# عدنان الخطيب
عدنان الخطيب (1914-1995) أديب ولغوي وكاتب وقاض ومؤرخ سوري، من أهالي دمشق، تولى عدة مناصب قضائية كان من آخرها رئاسة مجلس الدولة (1969-1974)، وكانت له أثر كبير في إرساء القواعد التشريعية في سوريا، وعضو بارز في المجامع اللغوية الخمسة، وله إسهامات بارزة فيها، تولى الأمانة العامة لمجمع اللغة العربية بدمشق (1982-1995) .

## نسبه وأسرته
هو عدنان بن عبد القادر بن أبي الفرج بن عبد القادر بن صالح بن عبد الرحيم بن محمد بن علي. استوطنت أسرة الخطيب دمشق ويعود نسبهم إلى عبد القادر الجيلاني ثم إلى الحسن بن علي بن أبي طالب. ويوصف آل الخطيب بأنهم «من الأسر العربية الإسلامية العريقة بالأصالة وطيب الرومة في العالمين العربي والإسلامي، وبيوتاتهم بيوتات الفضل ومتوراث العلم».
كان أبوه عبد القادر بن أبي الفرج الخطيب مدرسًا وخطيبًا في الجامع الأموي، كما تولى عدة مناصب في دمشق. وخلفه في الخطابة في الجامع الأموي ابنه أبو الفرج.

## حياته
ولد عدنان الخطيب في حي القميرية بمدينة دمشق السورية في 1914.
وتلقى علومه الأولية بدمشق ودرس علوم اللغة والفقه على علماء دمشق، وخصوصًا أسرته آل الخطيب، ثم تخرج من مدرسة التجهيز الرسمية وكان من المتفوقين.
ثم درس في جامعة بغداد وتخرج منها بشهادتين في المحاماة وفي العلوم المالية والإدارية، وذلك سنة 1942 بمرتبة الشرف الأولى.
عمل في المحاماة بعد تخرجه إلى سنة 1944 حيث سافرإلى باريس للدراسة في جامعة باريس التي نال منها درجة الدكتوراة في الحقوق سنة 1947. 
توفي في يوم الأحد 29 ربيع الآخر 1416 هـ الموافق 24 سبتمبر 1995، ودفن في اليوم التالي في مقبرة الفواخير بحي المهاجرين.

## أعماله القضائية والحقوقية
- محامٍ (1942-1944).[8][9]
- معاون للنائب العام في حمص (1947).[8][12]
- معاون للنائب العام في دمشق (1950).[8][12]
- قاض في محكمة الاستئناف بدمشق (1953).[8]
- قاض في الدائرة القانونية بوزارة العدل (1954).[8][12]
- محاضر في جامعة دمشق.[8][9]
- مستشار في مجلس الدولة للجمهورية العربية المتحدة (1959). [8][9][12]
- كان عضوًا في لجنة توحيد التشريعات الجزائية بين الإقليمين السوري والمصري إبان قيام الجمهورية العربية المتحدة.[12][13]
- رئيس لمحكمة القضاء الإداري (1960).[8][13]
- نائب لرئيس مجلس الدولة (1967).[8][9]
- رئيس لمجلس الدولة (10 مارس 1969-31 ديسمبر 1974).[8][9][6][14]

## أعماله في المجامع اللغوية

شعار مجمع اللغة العربية بدمشق

- رُشح عدنان الخطيب لعضوية مجمع اللغة العربية من الأستاذ عز الدين التنوخي، و الأمير جعفر الحسني والشيخ محمد بهجة البيطار في 28 مايو 1960، ثم انتخبه الأعضاء عضوًا جديد في المجمع، وصدر المرسوم بتعيينه في 6 أكتوبر 1960، وكان قبل ذلك وثيق الصلة برئيس المجمع محمد كرد علي وأعضائه الأوائل، وألقى فيه محاضرات قانونية منذ عام 1942، وكان مستمرًا في نشر مقالات في مجلته.[8][15]شعار مجمع اللغة العربية بدمشقعُيِّن في اللجنة الإدارية للمجمع في 17 نوفمبر 1960.[8]
- انتخب في 6 ديسمبر 1973 نائبا لرئيس المجمع.[8][9]
- انتخب في 12 ديسمبر 1982 أمينًا عامًا للمجمع إلى أن توفي.[8][9]
- اختاره المجمع العلمي العراقي عضوًا مؤازرًا في 1969.[8][9]
- انتخب أمينًا عامًّا مساعدًا لاتحاد المجامع العلمية العربية في 1971، وظل في هذا المنصب حتى وفاته.[8]
- انتخبه المجمع الهندي العربي في عليكرة عضوًا مراسلا في 1976.[8][9]
- انتخبه مجمع اللغة العربية في الأردن عضوًا مؤازرًا في 1980.[8][9]
- انتخبه مجمع اللغة العربية بالقاهرة عضوًا عاملاً في 1985.[8][9]

## المناصب

##### محافظ اللاذقية (1962-1964)[3]
- سبقه في المنصب: عبد الله جسومة
- خلفه في المنصب: فهمي العاشوري

##### رئيس مجلس الدولة (15 آذار 1969 – 31 كانون الأول 1974)
- سبقه في المنصب: نبيه الغزي
- خلفه في المنصب: نجاتي الحلبي

## الوفاة
توفي الدكتور عدنان الخطيب في دمشق عن عمر ناهز 80 عاماً يوم 24 أيلول 1995 ودفن في مقبرة الفواخير في منطقة المهاجرين.

## التكريمات

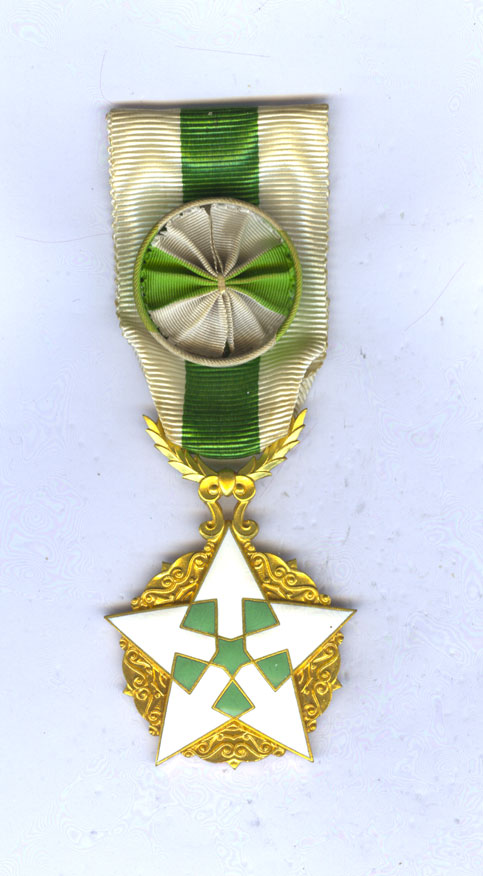
وسام الاستحقاق السوري

- ملف:براءة وسام الاستحقاق السوري لعدنان الخطيب.jpgبراءة وسام الاستحقاق السوري لعدنان الخطيبوسام الاستحقاق السوريكرمه محامو دمشق بإهداء شارتهم الذهبية إليه ومنحوه لقب (محامي شرف)، وذلك حين تقاعده في 1974.[8][9][11]

براءة وسام الاستحقاق السوري لعدنان الخطيب

- منح وسام الاستحقاق السوري من الدرجة الثانية في 1955 للجهود التي بذلها في شرح قانون العقوبات.[12][11]

## المؤلفات

### مطبوعات مجمع اللغة العربية بدمشق
صدر له من ضمن مطبوعات المجمع:
1. المعجم العربي ونظرات في المعجم الوسيط، 1965م.[9][6]
2. الأمير مصطفى الشهابي: حياته وآثاره، 1968م.
3. المجمع العلمي العربي في خمسين عامًا (المجمعيون)، 1968م.[9]
4. عارف النكدي: حياته وآثاره، 1975م.
5. محمد بهجة البيطار: حياته وآثاره، 1976م.
6. الدكتور شكري فيصل وصداقة خمسين عامًا، 1986م.
7. الدكتور أحمد عبد الستار الجواري: حياته وآثاره، 1988م.
8. الدكتور صبحي المحمصاني: حياته وآثاره، 1988م.
9. عمر فروخ: كفاح خمسة وستين عامًا دفاعًا عن العروبة والإسلام، 1988م.
10. عبد الله كنون وسبعون عامًا من الجهاد المتواصل في خدمة الإسلام والعروبة، 1991م.

### مطبوعات أخرى
الكتب الأخرى التي صدرت له:
1. تطور العقوبة والعقوبات عند البدو (بالفرنسية)، رسالة الدكتوراه، 1947م.
2. شرح قانون العقوبات (5 مجلدات)، منح عليه وسام الاستحقاق السوري، 1950- 1954م.[9]
3. لغة القانون في الدول العربية، دمشق، ط1، 1951م، ط2، 1952م.[9][6]
4. الوجيز في شرح المبادئ العامة في قانون العقوبات، مطبعة الجامعة السورية، ج1، 1955م، ج2، 1956م.[9]
5. النظرية العامة للجريمة في قانون العقوبات السوري: دراسة مقارنة مع قوانين الدول العربية، معهد الدراسات العربية العالية، القاهرة، 1957م.
6. الوجيز في أصول المحاكمات، مطبعة الجامعة السورية، دمشق، 1957م.[9]
7. الشيخ عبد القادر المغربي رائد التعريب، دمشق، 1960م.
8. المبادئ العامة في مشروع قانون العقوبات، مطبعة جامعة دمشق، 1961م.
9. موجز القانون الجزائي: المبادئ العامة في قانون العقوبات السوري، مطبوعات جامعة دمشق، 1963م.[9]
10. موجز القانون الجنائي، مطبعة جامعة دمشق، 1963م.
11. المعجم العربي بين الماضي والحاضر، معهد البحوث والدراسات العربية، القاهرة، ط1، 1966م، مكتبة لبنان ناشرون، ط2، 1994م.[9][6]
12. الإجراءات الإدارية: نظرية الدعوى في القضاء الإداري (مجموعة محاضرات)، معهد البحوث والدراسات العربية، القاهرة، 1968م.
13. نظرية الدعوى في القضاء الإداري، القاهرة، 1968م.
14. الشيخ طاهر الجزائري رائد النهضة العلمية في بلاد الشام، معهد البحوث والدراسات العربية، القاهرة، 1971م.
15. تاريخ القضاء الإداري ونظام مجلس الدولة في سورية، دار نافع للطباعة والنشر، القاهرة، 1974م.[9]
16. محمد كرد علي وقصة المذكرات، دمشق، 1976م.
17. الدكتور أسعد الحكيم: حياته وآثاره، دمشق، 1979م.
18. عروبة السريان مدعومة بأقوال البطريرك أفرام الأول برصوم والبطريرك يعقوب الثالث، دمشق، 1980م.
19. بدوي الجبل: حياته العاصفة، وحبه الذي لا يفنى، دمشق، 1981م.
20. وقائع مؤتمر مجمع اللغة العربية بالقاهرة، مجمع اللغة العربية الأردني، عمان، 1985-1991م.
21. العيد الذهبي لمجمع اللغة العربية بالقاهرة، دار الفكر، دمشق، 1986م.
22. حقوق الإنسان في الإسلام، دار طلاس، دمشق، 1992م.[9]
23. الكفاح ضد الجريمة (تقرير بالفرنسية قُدّم إلى منظمة الأمم المتحدة).

### المقالات
كتب عدنان الخطيب ما يصل إلى مائة مقالة في مجلة مجمع اللغة العربية بدمشق في المدة (1949-1992). كما جاوز عدد المقالات المنشورة في المجلات الأخرى الخمسين مقالة.

## قالوا عنه
- أحمد العلاونة: «عُرف عنه النزاهة في المسلك، والتقصي في تحري الحق والإنصاف... وكان عظيم القدر، كثير الفضائل، سريع الخاطر، فطنًا، وكان ذا معرفة واسعة باللغة والأدب، وذا أسلوب فيه سهولة وأناقة وفصاحة، وذا خلق عالٍ موشى بالتواضع والترفق».[4]
- أنور الجندي: «إذا أردت أن أصفه بكلمة واحدة تختصر حياته كلها قلت إنه أينع ثمار الأصالة العربية الإسلامية في أرض بردى»[16]
- محمد البزم: «ثمرة يانعة من بيت عُرف بالعلم والأدب، شبَّ وترعرع في هذه البيئة التي أكسبته خلقًا ساميًا وتشوقًا إلى العلم والدراسة، ينتفع بهما لينفع، فغدا وقد رزقه الله نشاطًا وحماسة رجل علم وأدب جمع إلى معلوماته الأدبية الغزيرة ثقافة حقوقية واسعة، وقلما أن تجتمع هاتان الصفتان»[14]

## وصلات خارجية
- عدنان الخطيب على موقع أرشيف الشارخ.
- مجمع اللغة العربية بدمشق.